# 背兪穴
背兪穴（はいゆけつ）とは、経気の集まるところで背部（膀胱経）にある。背部兪穴、兪穴ともいわれる。陰病に効くとされる。

## 背兪穴の一覧
- 肺兪（肺経）
- 厥陰兪（心包経）
- 心兪（心経）
- 肝兪（肝経）
- 胆兪（胆経）
- 脾兪（脾経）
- 胃兪（胃経）
- 三焦兪（三焦経）
- 腎兪（腎経）
- 大腸兪（大腸経）
- 小腸兪（小腸経）
- 膀胱兪（膀胱経）